# Myophiomyinae
Myophiomyinae — вимерла підродина гризунів.